# Aviazione Ausiliaria per l'Esercito
L'aviazione ausiliaria per l'Esercito era alle dipendenze dell'Alto Comando dell'Esercito.

## OdB al momento dell'entrata in guerra nel 1940
L'ordine di battaglia al 10 giugno del 1940 al comando del Gen. B.A. Giulio Del Lupo di Roma era:
Stato Maggiore Regio Esercito
- 27ª Squadriglia Ricognizione, IMAM Ro.37bis (Casabianca di Verolengo)
- 42ª Squadriglia Ricognizione, IMAM Ro.37bis (Aeroporto di Bari-Palese)
- 121ª Squadriglia Ricognizione, IMAM Ro.37bis (Airasca)
- 131ª Squadriglia Ricognizione, IMAM Ro.37bis (Capodichino)

1º Gruppo Armate Ovest
- 33ª Squadriglia Ricognizione, IMAM Ro.37bis (Mondovì)

1ª Armata (Regio Esercito)
- 118ª Squadriglia Ricognizione, CA 311, IMAM Ro.37bis (Levaldigi)
- 123ª Squadriglia Ricognizione, 9 IMAM Ro.37bis (Aeroporto di Novi Ligure)

2º Corpo d' Armata
- 132ª Squadriglia Ricognizione, IMAM Ro.37bis e IMAM Ro.63 (Levaldigi)

III Corpo d'armata (Regio Esercito)
- 129ª Squadriglia Ricognizione, IMAM Ro.37bis e 4 Caproni Ca.311 (Mondovì)

15º Corpo d' Armata
- 119ª Squadriglia Ricognizione, 11 IMAM Ro.37 (Aeroporto di Albenga)

6ª Armata (Regio Esercito)
- 31ª Squadriglia Ricognizione, (Aeroporto di Venaria Reale)

1º Corpo d' Armata
- 39ª Squadriglia Ricognizione, IMAM Ro.37 (Venaria Reale)

IV Corpo d'armata (Regio Esercito)
- 40ª Squadriglia Ricognizione, IMAM Ro.37 (Venaria Reale)

Corpo d' Armata Alpino
- 114ª Squadriglia Ricognizione, IMAM Ro.37 (Aeroporto di Torino-Mirafiori)

2º Gruppo Armate Est
- 41ª Squadriglia Ricognizione, (Aeroporto di Udine-Campoformido)
- 113ª Squadriglia Ricognizione, (Aeroporto di Udine-Campoformido)

2ª Armata
- 32ª Squadriglia Ricognizione, Caproni Ca.311 (Aeroporto di Udine-Campoformido)
- 125ª Squadriglia Ricognizione, 4 Caproni Ca.311 (Aeroporto di Udine-Campoformido)
- 38ª Squadriglia Ricognizione, IMAM Ro.37bis (Aeroporto di Gorizia)
- 116ª Squadriglia Ricognizione, IMAM Ro.37bis (Gorizia)

4ª Armata
- 24ª Squadriglia Ricognizione, IMAM Ro.37 (Verona)
- 35ª Squadriglia Ricognizione, IMAM Ro.37 (Verona)
- 36ª Squadriglia Ricognizione, Caproni Ca.311 (Aeroporto di Padova)
- 87ª Squadriglia Ricognizione, IMAM Ro.37 (Padova)
- 34ª Squadriglia Ricognizione, Caproni Ca.311 ed IMAM Ro.37 (Aeroporto di Parma)
- 128ª Squadriglia Ricognizione, 4 Caproni Ca.311 (Parma)

8ª Armata (Regio Esercito)
- 25ª Squadriglia Ricognizione, IMAM Ro.37 (Jesi)
- 28ª Squadriglia Ricognizione, IMAM Ro.37 (Aeroporto di Lucca-Tassignano)
- 29ª Squadriglia Ricognizione, IMAM Ro.37 (Arezzo)
- 115ª Squadriglia Ricognizione, IMAM Ro.37 (Verona)

26º Corpo d' Armata
- 115ª Squadriglia Ricognizione, IMAM Ro.37 (Aeroporto di Tirana)

12º Corpo d' Armata
- 30ª Squadriglia Ricognizione, IMAM Ro.37 (Aeroporto di Palermo-Boccadifalco)

13º Corpo d' Armata
- 124ª Squadriglia Autonoma Osservazione Aerea, 4 IMAM Ro.37 (Aeroporto di Cagliari-Elmas)

5ª Armata (Regio Esercito)
- 122ª Squadriglia Ricognizione, IMAM Ro.37 (Mellaha poi Aeroporto militare di Mitiga)
- 136ª Squadriglia Ricognizione, IMAM Ro.37 (Mellaha)
- 1º Gruppo Aviazione Presidio Coloniale (1º Gruppo volo) (Mellaha)

10º Corpo d' Armata
- 12ª Squadriglia, 4 Caproni Ca.309 (Mellaha)
- 127ª Squadriglia Ricognizione/73º Gruppo Osservazione Aerea, 4 IMAM Ro.37 bis (T.2)
- 137ª Squadriglia Ricognizione/73º Gruppo Osservazione Aerea, 3 IMAM Ro.37 bis (Tobruk/El-Adem poi Base aerea Gamal Abd el-Nasser)
- Comando/2º Gruppo Aviazione Presidio Coloniale (2º Gruppo volo del Ten. Col. pilota Oreste Andrei, Tobruch-El Adem)

XXI Corpo d'Armata
- 16ª Squadriglia/2º Gruppo Aviazione Presidio Coloniale (Tobruch-El Adem, 4 CA 309)

XXII Corpo d'Armata
- 23ª Squadriglia/2º Gruppo Aviazione Presidio Coloniale (Tobruch-El Adem, 3 CA 309)

XX Corpo d'armata (Regio Esercito)
- 89ª Squadriglia, 4 Caproni Ca.309 (Mellaha)

XXIII Corpo d'Armata
- 104ª Squadriglia, 4 Caproni Ca.309 (Mellaha)

Scacchiere Sahariano
- 99ª Squadriglia Autonoma Aviazione Sahariana, 6 Ca.309 (Oasi di Hon (Libia) nella Base aerea di Al Jufra)

Comando Superiore Truppe Albania
- 120ª Squadriglia Autonoma Osservazione Aerea (Tirana, 10 RO 37 BIS)

## OOB ai primi di settembre del 1943
A causa degli eventi bellici molti reparti della Regia Aeronautica vennero riassegnati. La situazione che viene di seguito presentata fa riferimento ai primi di settembre del 1943 quando era al comando del Colonnello Giuliano Cassiani Ingoni.
- 19º Stormo da Osservazione Aerea, nell'ambito dell'Occupazione italiana della Francia meridionale, (Aeroporto di Tolone-Hyères)
  - 64º Gruppo, (Aeroporto di Tolone-Hyères)
    - 136ª Squadriglia, (Aeroporto di Tolone-Hyères)
    - 122ª Squadriglia, (Aerodromo di Cuers-Pierrefeu)

  - 76º Gruppo, (Aeroporto di Le Luc – Le Cannet)
    - 30ª Squadriglia
    - 127ª Squadriglia (6 Caproni Ca.313)

  - 71º Gruppo Volo, (Venaria Reale)
    - 38ª Squadriglia
    - 116ª Squadriglia

  - 137ª Squadriglia (Savona-Villanova d'Albenga, 6 CA 313)
- 20º Stormo da Osservazione Aerea (Salerno-Pontecagnano)
  - 65º Gruppo, (Aeroporto di Ajaccio Napoleone Bonaparte)
    - 124ª Squadriglia, (Aeroporto di Bastia Poretta con 7 Caproni Ca.314 ed un Caproni Ca.313)
    - 131ª Squadriglia, (Ajaccio)

  - 54º Gruppo (Salerno-Pontecagnano)
    - 103ª Squadriglia (Bari-Palese, 1 CA 313, 5 CA 314)
    - 118ª Squadriglia (Salerno-Pontecagnano, 6 CA 314)

  - 36ª Squadriglia (Lucca-Tassignano, 5 CA 314)
- 21º Stormo Osservazione Aerea (Ancona-Jesi)
  - 68º Gruppo (Ancona-Jesi)
  - 39ª Squadriglia (Ancona-Jesi, 5 CA 314)
  - 121ª Squadriglia (Pescara, 4 CA 314)
  - 63º Gruppo (Aeroporto di Lubiana Jože Pučnik)
    - 41ª Squadriglia (Lubiana, 8 BR 20)
    - 113ª Squadriglia (Lubiana, 1 CA 313, 4 CA 314)
    - 119ª Squadriglia (Aeroporto di Pola, 5 CA 314)

  - V Gruppo (Zara)
    - 33ª Squadriglia (Mostar, 2 CA 311, 4 CA 314)
    - 128ª Squadriglia (Zara, 6 CA 314)